# 屏東縣立東新國民中學
屏東縣立東新國民中學（Tung Shin Junior High School），或稱東新國中，東新，於1996年8月30日創立，是繼東港國中後，第二所東港地區之國民中學。

## 歷屆校長
- 陳添福：第一屆校長，已於2002年卸任
- 施鴻銓：第二屆校長，已於2008年8月卸任
- 涂志宏：第三屆校長，已於2016年7月31日卸任
- 湯博榮：第四屆校長，於2016年8月1日接任，接任至今

## 榮譽
此項曾榮獲數項運動競賽項目優勝
- 2014/2015/2016-男子/女子屏東縣龍舟競賽第一名 三連霸
- 2006年屏東縣龍舟競賽第一名
- 全國學生音樂競賽絲竹樂室內合奏第一名
- 中華民國97年屏東縣運動會獲得獎牌金3面、銅1面

## 外部連結
- （页面存档备份，存于）